# Mednarodna nagrada za književnost Vilenica
Mednarodna nagrada za književnost Vilenica je nagrada, ki jo od leta 1986 dalje podeljuje Društvo slovenskih pisateljev avtorjem iz Srednje Evrope za vrhunske dosežke na področju književnosti. Nagrajenca izbere vsakoletna žirija Vilenice, podelitev nagrade poteka v kraški jami Vilenica, v bližini Lipice.
Dosedanji prejemniki te nagrade so bili po letih:
- 2025 – Georgi Gospodinov, Bolgarija
- 2024 – Miljenko Jergović, Hrvaška (Bosna in Hercegovina)
- 2023 – Ottó Tolnai, Srbija (madžarska manjšina v Vojvodini)
- 2022 – Amanda Aizpuriete, Latvija[2]
- 2021 – Josef Winkler, Avstrija
- 2020 – Mila Haugová, Slovaška
- 2019 – Dragan Velikić, Srbija
- 2018 – Ilija Trojanow, Bolgarija (Nemčija/Avstrija)
- 2017 – Jurij Andruhovič, Ukrajina
- 2016 – Dubravka Ugrešić, Hrvaška (Nizozemska)
- 2015 – Jáchym Topol, Češka
- 2014 – László Krasznahorkai, Madžarska
- 2013 – Olga Tokarczuk, Poljska
- 2012 – David Albahari, Srbija (Kanada)
- 2011 – Mircea Cărtărescu, Romunija
- 2010 – Dževad Karahasan, Bosna in Hercegovina (Avstrija)
- 2009 – Claudio Magris, Italija (Trst)
- 2008 – Andrzej Stasiuk, Poljska
- 2007 – Goran Stefanovski, Makedonija
- 2006 – Miodrag Pavlović, Srbija
- 2005 – Ilma Rakusa, Švica (Slovaška...) in Karl-Markus Gauß, Avstrija
- 2004 – Brigitte Kronauer, Nemčija
- 2003 – Mirko Kovač, Hrvaška (prv. Srbija/ r. BiH?)
- 2002 – Ana Blandiana, Romunija
- 2001 – Jaan Kaplinski, Estonija
- 2000 – Slavko Mihalić, Hrvaška
- 1999 – Erica Pedretti, Švica
- 1998 – Péter Nádas, Madžarska
- 1997 – Pavel Vilikovský, Slovaška
- 1996 – Adam Zagajewski, Poljska
- 1995 – Adolf Muschg, Švica
- 1994 – Josip Osti, Bosna in Hercegovina (Slovenija)
- 1993 – Libuše Moniková, Češka (Nemčija)
- 1992 – Milan Kundera, Češka (Francija)
- 1991 – Zbigniew Herbert, Poljska
- 1990 – Tomas Venclova, Litva (ZDA)
- 1989 – Jan Skácel, Češka (Češkoslovaška)
- 1988 – Péter Esterházy, Madžarska
- 1987 – Peter Handke, Avstrija (Pariz)
- 1986 – Fulvio Tomizza, Italija (hrvaška Istra /Trst)